# Schizachyrium brevifolium
Schizachyrium brevifolium là một loài thực vật có hoa trong họ Hòa thảo. Loài này được (Sw.) Buse miêu tả khoa học đầu tiên năm 1854.